# Tair Vaxidov
Tair Vaxidov (ur. 11 grudnia 1963 w Samarkandzie) – uzbecki szachista, arcymistrz od 2009 roku.

## Kariera szachowa
Znaczące sukcesy zaczął odnosić po rozpadzie Związku Radzieckiego. W 1992 r. podzielił II m. (za Aleksandrem Grafem, wspólnie z Grigorijem Serperem) w kołowym turnieju w Taszkencie. W 1993 r. zdobył tytuł indywidualnego wicemistrza Uzbekistanu. W 1997 r. podzielił II m. (za Jonny Hectorem, wspólnie z Peterem Endersem, Szuchratem Safinem i Henrikiem Danielsenem) w otwartym turnieju w Schwerinie, natomiast w 2000 r. podzielił II m. (za Michaiłem Saltajewem, wspólnie z Warużanem Hakopianem, Meliksetem Chaczijanem, Szuchratem Safinem i Rufatem Bagirowem) w Abu Zabi. W 2001 r. wypełnił dwie normy na tytuł arcymistrza, podczas indywidualnych mistrzostw Azji oraz na turnieju AICF Golden Jubilee w Kalkucie (dz. I m. wspólnie z Krishnanem Sasikiranem). W 2004 r. zajął I m. w Madrasie, natomiast w 2005 r. zwyciężył w dwóch turniejach rozegranych w Bandar Seri Begawan. Od tego roku w turniejach klasyfikowanych przez Międzynarodową Federację Szachową startuje bardzo rzadko
Dwukrotnie (1996, 2002) reprezentował barwy Uzbekistanu na szachowych olimpiadach. Był również dwukrotnym (1993, 2001) uczestnikiem drużynowych mistrzostw świata. Poza tym, pomiędzy 1993 a 2003 r. trzykrotnie reprezentował narodowe barwy na drużynowych mistrzostwach Azji, na których zdobył wspólnie z drużyną złoty (1999) i srebrny (1993) medal oraz indywidualnie brązowy (2003, na V szachownicy).
Najwyższy ranking w dotychczasowej karierze osiągnął 1 stycznia 2003 r., z wynikiem 2546 punktów zajmował wówczas 2. miejsce (za Rustamem Kasimdżanowem) wśród uzbeckich szachistów